# Staying Power
«Staying Power» (укр. «Витривалість») — пісня британського рок-гурту «Queen», перший трек їхнього альбому «Hot Space» 1982 року. Її написав провідний співак гурту Фредді Мерк'юрі й вона знана як єдина пісня «Queen», яка має секцію горну, яку влаштував Аріф Мардін. Піснею керує фанк-стилізований басовий риф (який грає Мерк'юрі на синтезаторі «Oberheim OB-X»), починаючи з ре мінору і модуляції до мі мінору протягом усієї пісні. Джон Дікон не грає у цій пісні на бас-гітарі натомість він грає на ритм-гітарі «Fender Telecaster». Роджер Тейлор запрограмував доріжку драм-машини «Linn LM-1». Браян Мей грав на своїй гітарі «Red Special». В огляді альбому «Hot Space» виданням «Stylus Magazine» критик Ентоні Міччіо описав стиль пісні як "електро-диско-трек з божевільними горнами".
Пісня вийшла як сингл в Японії на 7-дюймовій платівці з піснею «Calling All Girls» на стороні «Б», і в США на 7-ми та 12-дюймових платівках з піснею «Back Chat» або її реміксом на стороні «Б». Також вона вийшла у Польщі, де досягла 21 позиції у чарті.

## Живе виконання
Цю пісню було виконано в рамках «Hot Space Tour» і певною мірою, на «The Works Tour». Жива версія «Staying Power» трохи відрізняється від версії альбому. Морган Фішер взяв на себе партію клавішних, замінивши синтезатор «Oberheim OB-X» на «Roland Jupiter 8». Роджер Тейлор замінив драм-машину акустичними та електричними ударними. Також слід зазначити, що це була єдина пісня, яку виконували наживо, де Джон Дікон грав на ритм-гітарі, оскільки бас виконувався на клавішних. Через зменшення електроніки в живій версії, пісня перетворилася скоріше на роботу напрямку фанк-року, ніж на пісню в стилі рок із великим впливом жанру диско, у якій диско переважало над роком. Жива версія пісні увійшла до альбому «Queen on Fire - Live at Bowl» та до DVD «Queen Greatest Video Hits 2», а ще до делюкс-видання альбому «Hot Space» 2011 року на CD.

## Музиканти
- Фредді Мерк'юрі – головний вокал, бек-вокал, синтезатор, клавішний бас;
- Браян Мей – соло-гітара;
- Роджер Тейлор – електроударні, драм-машина;
- Джон Дікон – ритм-гітара;
- Аріф Мардін — секція горну.